# Associação Esportiva Vôlei Pró 2021-2022
Questa voce raccoglie le informazioni riguardanti l'Associação Esportiva Vôlei Pró nella stagione 2021-2022.

## Stagione
L'Associação Esportiva Vôlei Pró utilizza la denominazione sponsorizzata Goiás Vôlei, frutto della collaborazione con la formazione calcistica del Goiás, nella stagione 2021-22.
Partecipa alla Superliga Série A, classificandosi all'undicesimo posto e retrocedendo. In ambito locale conquista invece il Campionato Goiano. 

## Organigramma societario
Area direttiva
- Presidente: Jefferson Silva
- Direttore sportivo: Dante do Amaral, Ricardo Picinin

Area tecnica
- Allenatore: Marcos Nascimento

## Rosa
| N° | Nome                 | Ruolo | Data di nascita   | Nazionalità sportiva |
| -- | -------------------- | ----- | ----------------- | -------------------- |
| 1  | Daniel Pinto         | S     | 25 settembre 2001 | Brasile              |
| 2  | Dionata de Almeida   | P     | 6 gennaio 1999    | Brasile              |
| 3  | Éder Kock            | C     | 4 luglio 1993     | Brasile              |
| 6  | Kauan Jaques         | O     | 22 settembre 2000 | Brasile              |
| 7  | João Vitor Santos    | C     | 7 marzo 1999      | Brasile              |
| 8  | Matheus Nascimento   | L     | 8 giugno 1994     | Brasile              |
| 9  | Raphael Marcarini    | S     | 12 gennaio 1997   | Brasile              |
| 10 | Lucas Figueiredo     | S     | 20 aprile 1999    | Brasile              |
| 11 | Vinícius de Siqueira | C     | 29 settembre 1982 | Brasile              |
| 12 | Arthur Pereira       | C     | 11 aprile 1994    | Brasile              |
| 13 | Victor Machado       | O     | 31 ottobre 2000   | Brasile              |
| 14 | Ricardo do Rego      | S     | 9 gennaio 1991    | Brasile              |
| 15 | Lucas Silva          | L     | 28 settembre 1999 | Brasile              |
| 16 | Murilo Costa         | S     | 24 giugno 1995    | Brasile              |
| 17 | Evandro Batista      | P     | 22 agosto 1981    | Brasile              |
| 19 | Erick Costa          | S     | 29 giugno 1997    | Brasile              |
| 22 | Pedro Farago         | P     | 19 aprile 1998    | Brasile              |

## Statistiche

### Statistiche di squadra
| Competizione      | Punti | In casa | In casa | In casa | In trasferta | In trasferta | In trasferta | Totale | Totale | Totale |
| Competizione      | Punti | G       | V       | P       | G            | V            | P            | G      | V      | P      |
| ----------------- | ----- | ------- | ------- | ------- | ------------ | ------------ | ------------ | ------ | ------ | ------ |
| Superliga Série A | 15    | 11      | 3       | 8       | 11           | 2            | 9            | 22     | 5      | 17     |
| Totale            | -     | 11      | 3       | 8       | 11           | 2            | 9            | 22     | 5      | 17     |

### Statistiche dei giocatori
| Giocatore      | Superliga Série A | Superliga Série A | Superliga Série A | Superliga Série A | Superliga Série A | Totale | Totale | Totale | Totale | Totale |
| Giocatore      | P                 | PT                | AV                | MV                | BV                | P      | PT     | AV     | MV     | BV     |
| -------------- | ----------------- | ----------------- | ----------------- | ----------------- | ----------------- | ------ | ------ | ------ | ------ | ------ |
| E. Batista     | 22                | 40                | 18                | 19                | 3                 | 22     | 40     | 18     | 19     | 3      |
| E. Costa       | 21                | 112               | 100               | 9                 | 3                 | 21     | 112    | 100    | 9      | 3      |
| M. Costa       | 2                 | 29                | 28                | 1                 | 0                 | 2      | 29     | 28     | 1      | 0      |
| D. de Almeida  | 5                 | 0                 | 0                 | 0                 | 0                 | 5      | 0      | 0      | 0      | 0      |
| V. de Siqueira | 21                | 129               | 73                | 43                | 13                | 21     | 129    | 73     | 43     | 13     |
| R. do Rego     | 22                | 159               | 127               | 19                | 13                | 22     | 159    | 127    | 19     | 13     |
| P. Farago      | 20                | 8                 | 5                 | 1                 | 2                 | 20     | 8      | 5      | 1      | 2      |
| L. Figueiredo  | 19                | 273               | 244               | 15                | 14                | 19     | 273    | 244    | 15     | 14     |
| K. Jaques      | 17                | 69                | 61                | 5                 | 3                 | 17     | 69     | 61     | 5      | 3      |
| É. Kock        | 22                | 154               | 112               | 35                | 7                 | 22     | 154    | 112    | 35     | 7      |
| V. Machado     | 1                 | 0                 | 0                 | 0                 | 0                 | 1      | 0      | 0      | 0      | 0      |
| R. Marcarini   | 20                | 89                | 74                | 11                | 4                 | 20     | 89     | 74     | 11     | 4      |
| M. Nascimento  | 18                | 0                 | 0                 | 0                 | 0                 | 18     | 0      | 0      | 0      | 0      |
| A. Pereira     | 8                 | 17                | 11                | 5                 | 1                 | 8      | 17     | 11     | 5      | 1      |
| D. Pinto       | 1                 | 2                 | 2                 | 0                 | 0                 | 1      | 2      | 2      | 0      | 0      |
| J.V. Santos    | 17                | 36                | 24                | 7                 | 5                 | 17     | 36     | 24     | 7      | 5      |
| L. Silva       | 21                | 6                 | 6                 | 0                 | 0                 | 21     | 6      | 6      | 0      | 0      |

P = presenze; PT = punti totali; AV = attacchi vincenti; MV = muri vincenti; BV = battute vincenti